# برينت هايدن
برينت هايدن هو لاعب كاراتيه كندي، ولد في 21 أكتوبر 1983 في ميشن في كندا.

## وصلات خارجية
- برينت هايدن على موقع الاتحاد الدولي للسباحة (الإنجليزية)
- برينت هايدن على موقع SwimRankings.net (الإنجليزية)
- برينت هايدن على موقع اللجنة الأولمبية الدولية (الإنجليزية)
- برينت هايدن على موقع أوليمبيديا (الإنجليزية)
- برينت هايدن على موقع اللجنة الأولمبية الكندية (الإنجليزية)
- برينت هايدن على موقع اتحاد ألعاب الكومنولث (مؤرشف) (الإنجليزية)
- برينت هايدن على موقع دورة ألعاب الكومنولث 2006 (مؤرشف) (الإنجليزية)
- برينت هايدن على موقع قاعة كولومبيا البريطانية للمشاهير الرياضية (الإنجليزية)